# Velká Štáhle (przystanek kolejowy)
Velká Štáhle – przystanek kolejowy w Velkej Štáhli, w kraju morawsko-śląskim, w Czechach. Znajduje się na wysokości 545 m n.p.m. i leży na linii kolejowej nr 311.